# 林国赓 (海军)

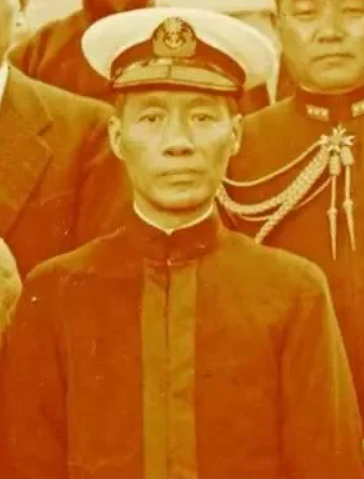
林国赓，摄于1934年初“闽变”被镇压后

林国赓（1884年—1943年9月），字向今，福州府侯官县（今福州市区）人，中华民国海军少将。1924年—1938年（“闽变”时期除外），主政厦门，对厦门市政建设贡献良多。

## 生平
1884年，林国赓生于侯官东街厂巷（今福州市鼓楼区东街口厂巷）。早年在福州英华书院学习。1903年，林国赓与长兄林献炘自广东水陆师学堂第8届驾驶专业毕业。他们的同班同学中还有杨树庄等人。毕业后，均被派到北洋舰队练习。1905年5月，林国赓与许建廷等人被派到驻沪英国军舰学习。1906年12月又与许建廷等人被公派至英国鲍特司密夫学堂、格林里次学堂（格林尼治皇家海军学院）学习，1909年学成归国。1909年8月7日（宣统元年六月廿二日），筹办海军处向清廷上奏称，留学英国学习海军驾驶专业的林国赓等4名学生已考试合格，领有文凭执照归国，其中吴振南、朱天森成绩优等，请奖以守备尽先补用，许建廷、林国赓成绩上等，请奖以守备补用。随后上谕照准。1909年，林国赓任“海容”号巡洋舰枪炮大副，又任“通济”号练习舰枪炮教官。。
中华民国元年（1912年）1月，海军部向临时大总统孙中山呈报了一份海军各舰艇指挥官名单，其中林国赓已是“建安”号舰长，其他人还有杜锡珪（“海筹”号舰长）、林永谟（“海琛”号舰长）、林建章（“南琛”号舰长）、温树德（“江元”号舰长）、杨树庄（“楚观”号舰长）等。1913年1月8日，林国赓、林建章、杨树庄等“闽系海军”将领同时被授予海军中校军衔。1914年10月，林国赓卸任“建安”号舰长，调任北京政府海军部军法司审检科科长。1915年9月，任海军练习舰队参谋长。
1917年7月，北京政府海军部派林国赓、徐祖善到英国参观海军战术器械。1917年秋，林国赓被任命为驻英国海军正武官。1918年8月，北京政府海军部任命陈绍宽接任驻英国海军正武官，徐祖善任驻英国海军副武官。林国赓调任驻日本海军正武官，任至1922年。任内曾参与1920年“庙街事件”交涉工作。1922年林国赓归国，在海军署工作。1922年8月8日，林国赓升为海军上校。
1920年6月，北京政府国务会议批准，在福州马尾兴建闽口海军要港，并且把长门炮台移交给海军，设闽口海军军港。1923年1月，因为福建省军阀混战，福建省宣布戒严。海军趁机扩大在福建省的势力，1923年1月28日，成立海军闽江警备司令部（1925年6月，改称海军闽厦警备司令部），由海军练习舰队司令杨树庄兼任海军闽江警备司令。约1924年初，林国赓任海军练习舰队参谋长。1924年6月，杨树庄率领海军占领厦门后，设“厦门海军警备司令部”，林国赓兼任厦门海军警备司令。1925年2月6日，北京临时执府临时执政段祺瑞任命杨树庄为海军总司令。1925年2月22日，海军上校林国赓被任命为海军总司令公署参谋长，任至1926年6月。其间，林国赓一直驻守厦门。1925年6月，林国赓被杨树庄任命为海军闽厦警备司令部参谋长，兼厦门海军警备司令。1925年7月，林国赓升为海军少将。1926年9月，林国赓正式专任北京政府厦门海军警备司令（此前一直为兼任）。
1927年3月14日，经林知渊等人联络，海军易帜，归属国民革命军。林知渊被任命为海军政治部主任兼海军党代表。1927年4月9日，林国赓在厦门公开逮捕中国共产党领导人。次日，林国赓“下令实行全市特别戒严，禁止集会游行。”1928年3月，中国国民党海军特别党部成立，海军总司令杨树庄任海军特别党部主任委员，林国赓、陈季良、曾以鼎、陈绍宽、李世甲等“闽系海军”将领任海军特别党部监委、执委。1927年8月，林国赓任国民革命军北伐军漳厦海军警备司令部司令。1927年12月，南京国民政府海军总司令部分开福州、厦门防务，分别设海军宁福警备司令部、海军漳厦警备司令部，林国赓任南京国民政府海军漳厦警备司令部司令。1928年4月，南京国民政府海军总司令部分设海军（福州）马尾要港司令部、海军厦门要港司令部，海军漳厦警备司令林国赓兼任海军厦门要港司令。国民革命军第十九路军入福建省掌握大权后，1933年1月，撤销海军漳厦警备司令部，林国赓专任海军厦门要港司令，任至1938年1月离开厦门。其间，1934年1月10日杨树庄在上海病逝，新任海军部部长陈绍宽、常务次长李世甲等“闽系海军”将领并未将林国赓调离厦门。1935年9月6日，林国赓、曾以鼎、王寿廷、李世甲等人被授予海军少将军衔。
从1924年到1938年，林国赓实际主政厦门长达14年，为厦门的市政建设贡献巨大。林国赓最初介入厦门市政建设后，成立堤工处，负责兴建厦门岛西南堤岸。鹭江道第一段堤岸建成以后，首次满足了军舰全潮候靠泊需要，获得海军部司令杨树庄赞赏。林国赓将建设现代港口城市与建设现代海军基地相结合，这一想法获得杨树庄支持，杨树庄还提议兴建中山公园。1927年5月，福建省政府成立后，实行了省、县二级地方政制，撤销厦门道。当时海军总司令杨树庄兼任福建省政府主席。经杨树庄支持，林国赓出任厦门市政督办公署督办，从此全面介入厦门市政建设。林国赓整顿厦门市政会，以作厦门市政建设执行机关，下设路政处、堤工处。林国赓还任命厦门大学法科主任黄开宗为法律顾问，任命曾在汕头、广州、漳州等地主持城市改造的周醒南为市政会、路政处、堤工处会办。林国赓利用权力压制了外国外交官及侨民、中国国民党厦门市党部等方面出于各自利益的反对，大刀阔斧地推行厦门城市改造，先后建成鹭江道、海边堤岸、大同路、中山路、思明南北路、中山公园等。
1930年夏，原任教于江苏省南京中区实验学校的萧信庵女士受荷属东印度安汶岛（今属印度尼西亚）培德学校的聘请，从上海乘荷兰渣华轮船公司（Juva-China-Japan Lyn）“芝巴德”号（Tjibadak）轮船赴安汶岛任教。途中遭到该船荷兰籍大副、二副多次猥亵及强奸。抵达荷属东印度望加锡港（今属印度尼西亚）后，当地华侨代萧信庵向当地荷兰殖民法庭起诉，法庭判两名荷兰籍被告无罪。此即轰动一时的“萧案”。消息传回中国，由南京、上海的学界、侨界发起，以上海为中心成立“中华民国对荷外交后援会”，发动“反荷运动”，抵制荷兰渣华轮船公司轮船靠岸，并呼吁南京国民政府外交部出面要荷兰人道歉并严惩罪犯。厦门在“反荷运动”中也成立了“援萧委员会”。厦门海员工会积极参与援萧活动。邹韬奋在1930年11月2日《生活周刊》上发表《欲盖弥彰的兽行》一文，赞扬厦门人的表现。1930年11月14日，林国赓取缔厦门援萧委员会对渣华轮船的抵制行动，并派军队驱散海上纠察队。1930年11月19日，海军漳厦警备司令部发布告称“萧案”已由南京国民政府外交部交涉，禁止在厦门抵制渣华轮船。同时林国赓命海军侦探将来到厦门指导当地抵制行动的中华海员工业联合总会观察员王戎（福州籍人）押解出境。1930年11月30日，邹韬奋发表《厦门当局袒荷之荒谬》，抨击林国赓。数十个团体联名致电林国赓加以声讨，并联名致电福建省政府要求制止林国赓的“乱命”，撤职查办林国赓。南洋英、荷属被逐华侨促进国民外交后援会通电斥责林国赓。中华海员工业联合总会致电南京国民政府海军部，要求“迅将林国赓严加撤办”。上海各界援萧反荷大会致电南京国民政府，吁请惩办林国赓。但林国赓没有受到任何处分，此事不了了之。
1937年8月27日，遵照南京国民政府军事委员会电令，陆军第157师（属于陈济棠系粤军）师长黄涛率下辖的练惕生旅进驻厦门，黄涛兼任厦门警备司令。1937年8月27日，黄涛派兵包围驻厦门海军陆战队第二旅第三团、海军厦门各炮台、海军“护台营”，把海军全部缴械并关押在南普陀；随后又包围海军厦门要港司令部，活捉了正在办公的林国赓。当天，海军马尾要港司令李世甲致电福建省主席陈仪表示强烈抗议。经陈仪干预，翌日林国赓获释。已被缴械的海军随即获发还武器。1937年9月1日，黄涛经南京国民政府军政部军医署署长张建，向蒋介石发出秘电，诬告林国赓卖国私通日本。1939年9月1日，林国赓在厦门《江声报》头版发表《林国赓启事》，斥责此等诬告为谎言。南京国民政府军事委员会、第四战区司令长官部对厦门陆海军冲突十分不满。1937年9月初，驻厦门海军陆战队第二旅第三团被调到福州长乐接受整训。海军“护台营”被调到福州。1938年1月12日，粤系陆军第157师调离福建，厦门防务由蒋介石军旁系、陆军第75师宋天才部接管。黄涛被撤职留任。1938年1月，“闽系海军”控制的海军部调林国赓任海军部军衡处处长，并兼任海军作战训练研究会研究员。1938年，日军攻占厦门。1941年10月，林国赓调任重庆国民政府海军总司令部舰械处处长。
1943年9月，林国赓于海军总司令部舰械处处长任内在重庆病逝。

## 家庭
- 父：有三子，林国赓为次子。
- 长兄：林献炘